# Ilijas Jessenberlin

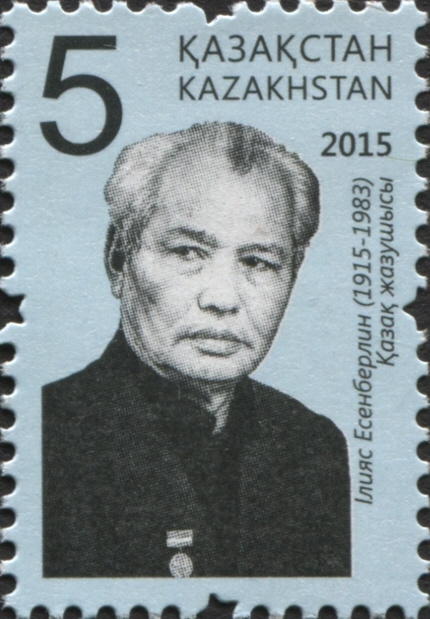
Ilijas Jessenberlin

Ilijas Jessenberlin (kasachisch Ілияс Есенберлин, russisch Ильяс Есенберлин Iljas Jessenberlin; * 10. Januar 1915 in Atbassar, Gebiet Aqmola; † 5. Oktober 1983 in Alma-Ata) war ein kasachischer Schriftsteller.

## Leben
Im Alter von fünf Jahren wurde Jessenberlin als Vollwaise in ein Kinderheim eingeschrieben. Dort verfasste der zukünftige Schriftsteller Gedichte für eine Wandzeitung. Nach seinem Schulabschluss auf einer Gesamtschule zog er nach Qysylorda, um seine Ausbildung in einem Internat fortzusetzen. Danach fand er eine Anstellung im Vorstand der Stadt Qarsapqaj. Später schrieb er sich in der Bergbau- und Hüttenuniversität in Almaty ein. Nach einem Studium wurde er im Jahr 1940 der Verhüttungsindustrie als Experte in Schesqasghan zugewiesen. Im Herbst des gleichen Jahres wurde er in die Rote Armee einberufen. Im Januar 1942 wurde er an die Front geschickt, an der er eine schwere Beinverletzung erlitt, daraufhin verbrachte er ein Jahr im Hospital. Im Jahr 1943 wurde seine Invalidität festgestellt und er wurde zurück nach Kasachstan beordert. Ab dem Jahr 1975 widmete er sich vollkommen der schriftstellerischen Tätigkeit und schrieb 15 Romane.

## Werke
Ab 1945 publizierte Jessenberlin Sammelbände mit Gedichten. Später verfasste er dramatische Werke, unter anderem Ayqas (Gemenge, kasachisch Айқас, 1957), Qaterle Ötkel (Gefährliche Überfahrt, kasachisch Қатерлі өткел, 1970). Zu seinen erfolgreichen Romanen zählen Almaz qylysch (Das beschworene Schwert, kasachisch Алмас қылыш, 1973) und viele andere.
Die Werke von I. Jessenberlin wurden mit mehreren Millionen Auflagen übersetzt. Seine historischen Romane prägen die kulturelle Identifikation vieler Kasachen maßgeblich.

## Nachwirkungen
- In Astana und Almaty sind Straßen nach Jessenberlin benannt.
- An dem Haus der Schriftsteller, in welchem er wohnte, wurde eine Gedenktafel angebracht.
- Nach ihm wurde ein Gymnasium (Nr. 25) in Almaty benannt.
- In Jessenberlins Geburtsstadt wurde ein Museum eröffnet, das insbesondere seine Kunst ehrt. Außerdem wurde hier das Gymnasium Nr. 1 nach ihm benannt.

| Personendaten    | Personendaten                                                                   |
| ---------------- | ------------------------------------------------------------------------------- |
| NAME             | Jessenberlin, Ilijas                                                            |
| ALTERNATIVNAMEN  | Есенберлин, Ілияс (kasachisch); Есенберлин, Ильяс (russisch); Esenberlin, Iljas |
| KURZBESCHREIBUNG | kasachischer Schriftsteller                                                     |
| GEBURTSDATUM     | 10. Januar 1915                                                                 |
| GEBURTSORT       | Atbassar, Aqmola (Gebiet)                                                       |
| STERBEDATUM      | 5. Oktober 1983                                                                 |
| STERBEORT        | Alma-Ata                                                                        |